# Континентална правна система
Правната система на гражданското право, континенталната правна система или романо-германската правна система е правната система  на всички европейски страни без Великобритания, всички държави от Южна Америка, част от Азия (напр. Китай и Турция). Тя е базирана на римското право. Основен източник на правото за континенталната система е законът, а подпомагащ – обичаят.
Съществуват две основни поделяния на континенталната система в зависимост от водещата правна школа конструирала националните правни системи на държавите – пандектна и романска, съответно дело на немската и френската правни школи. Особен подвид на континенталното правно система е т.нар. „комунистическа правна система“, която е възникнала под напора на политическите идеи на комунизма. Днес нейното разпространение е силно намалено. Счита се, че нейни представители са държавите Китай, Куба, Северна Корея и Виетнам. Въпреки че след разпада на СССР и Източния блок в Европа семейството на комунистическото право не е обхваща тези държави, белези от неговите качества все още са налични в т. нар. новообразувана славянска правна система (дължи името си на това, че повечето държави, които обхваща са славянски). Тази система е доста близка до континенталното право, на което е подвид, но при нея се забелязва много по-голямо развитие на публичното право, голям брой и много подробни подзаконови актове (израз на засилената роля на изпълнително-разпоредителната власт) и силна идеологизация на правото (дори след премахването на комунистическите идеологеми, голяма част за заменени с други, от демократичен тип).
Континенталната правна система се противопоставя на общото право на прецедента на англосаксонската правна система.
Континенталната правна система дели правото на няколко двойки дялове – публично и частно, материално и процесуално и международно и вътрешно.